# Pezoúlises
Pezoúlises är ett berg i Grekland.   Det ligger i regionen Västra Grekland, i den centrala delen av landet, 180 km väster om huvudstaden Aten. Toppen på Pezoúlises är 669 meter över havet, eller 355 meter över den omgivande terrängen. Bredden vid basen är 15,3 km.
Terrängen runt Pezoúlises är huvudsakligen lite kuperad. Runt Pezoúlises är det glesbefolkat, med 17 invånare per kvadratkilometer. Närmaste större samhälle är Káto Achaḯa, 17,4 km nordväst om Pezoúlises. 